# Автомагистрали в Албания
Автомагистралите, предвидени към 2008 година за изграждане в Албания, са 3, като общата дължина на автомагистралните пътища в страната към 2009 година е 35 km. В Албания автомагистралите нямат отделно обозначение от националните пътища. Магистралите се стопанисват от министерството на транспорта на страната, като предвидените за изграждане автомагистрали трябва да свържат Черна гора и Хърватия (Подгорица и Дубровник) през Шкодра с Драч и цялото адриатическо крайбрежие до гръцката граница (за Янина и Атина), като е предвидено отклонение от Рогозина през Елбасан по трасето на паневропейския транспортен коридор 8 до границата със Северна Македония при Кяфасан - за автомагистрала М4.

## Списък
| Магистрала | Начало | Възли                      | Край     | Дължина | Изградени |
| ---------- | ------ | -------------------------- | -------- | ------- | --------- |
|            | Драч   | Вора-Фуша-Круя-Ръшен-Кукъс | Морина/  | 177 km  |           |
|            | Леван  |                            | Вльора   | 24,5 km |           |
|            | Тирана | Мулет-Краба-Елбасан-Берат  | Тепелена | 110 km  |           |
|            | Драч   | Вора-Летище Тирана         | Тирана   | 32 km   |           |
|            | Драч   | Рогожина-Люшня-Фиер        | Леван    | 81 km   |           |